# Rhinolophus ziama
Rhinolophus ziama (Fahr, Vierhaus, Hutterer, & Kock, 2002) è un Pipistrello della famiglia dei Rinolofidi endemico della Guinea e della Liberia.

## Descrizione
Pipistrello di medie dimensioni, con la lunghezza totale tra 100 e 110,8 mm, la lunghezza dell'avambraccio tra 59,9 e 60 mm, la lunghezza della coda tra 34,5 e 36,7 mm, la lunghezza del piede tra 13,6 e 14,4 mm, la lunghezza delle orecchie tra 35,3 e 36,3 mm e un peso fino a 24 g.
La pelliccia è lunga, soffice e lanosa. Le parti dorsali sono bruno-giallastre con la base più chiara, mentre le parti ventrali sono giallo-brunastre con dei riflessi marroni chiari. Le orecchie sono relativamente lunghe, con circa 11-12 pieghe interne e un antitrago molto grande. La foglia nasale presenta una lancetta lunga e stretta, con i bordi quasi paralleli e la punta arrotondata, il processo connettivo notevolmente ridotto, basso e concavo che lascia un profondo incavo tra la lancetta e la sella, la quale è inclinata in avanti, con i bordi quasi paralleli, non distintamente arrotondata e con due enormi lobi alla base, i quali formano una coppa a forma di cuore. Le narici sono circondate da anelli elevati. La porzione anteriore è relativamente larga, senza fogliette laterali e con l'incavo mediano poco visibile o assente. Il labbro inferiore ha un solo solco longitudinale. Le membrane alari sono grigio scure, la prima falange del quarto dito è relativamente lunga. La coda è lunga ed inclusa completamente nell'ampio uropatagio. Il primo premolare superiore è piccolo e situato lungo la linea alveolare.

## Biologia

### Comportamento
Si rifugia probabilmente nelle grotte.

### Alimentazione
Si nutre di insetti.

## Distribuzione e habitat
Questa specie è conosciuta soltanto in due località lungo il confine tra la Guinea sud-orientale e la Liberia nord-occidentale.
Vive nelle foreste pluviali sempreverdi di pianura e in quelle semi-decidue tra 600 e 2.400 metri di altitudine.

## Conservazione
La IUCN Red List, considerato l'areale limitato, con gli individui concentrati in meno di cinque località e il continuo declino nell'estensione e nella qualità del proprio habitat, classifica R.ziama come specie in pericolo di estinzione (Endangered).